# Sphallotrichus
Sphallotrichus is een kevergeslacht uit de familie van de boktorren (Cerambycidae). De wetenschappelijke naam van het geslacht werd voor het eerst geldig gepubliceerd in 1982 door Fragoso.

## Soorten
Sphallotrichus omvat de volgende soorten:
- Sphallotrichus bidens (Fabricius, 1801)
- Sphallotrichus hirsuticorne Fragoso, 1995
- Sphallotrichus puncticollis (Bates, 1870)
- Sphallotrichus sculpticolle (Buquet, 1852)
- Sphallotrichus sericeotomentosus Fragoso, 1995
- Sphallotrichus setosus (Germar, 1824)
- Sphallotrichus spadiceus (Gahan, 1892)